# Catena Media
Catena Media es una empresa de lead generation con sede en Ta' Xbiex, Malta, fundada en 2012. Actualmente la empresa emplea a 390 personas en Malta, el Reino Unido, Serbia, Italia, Suecia, Estados Unidos, Australia y Japón.

## Historia
En 2008, los amigos de la infancia Erik Bergman y Emil Thidell fundaron una agencia de consultoría web. Durante los dos primeros años el negocio funcionó desde el sótano de los padres de Thidell, pero en octubre de 2010 decidieron mudar sus instalaciones a Malta, país insular de Europa. En 2012 establecieron Catena Media con un enfoque en el modelo de lead generation para los operadores de apuestas en línea.
En 2013 la compañía comenzó a expandirse rápidamente, entrando en los mercados noruego, finlandés y sueco. En octubre de 2014 completó su primera adquisición, con la empresa Finix Invest, y en 2015 adquirió ocho empresas más en el Reino Unido, Holanda y Bélgica. El número de empleados de la compañía llegó a 50 a finales de 2015.

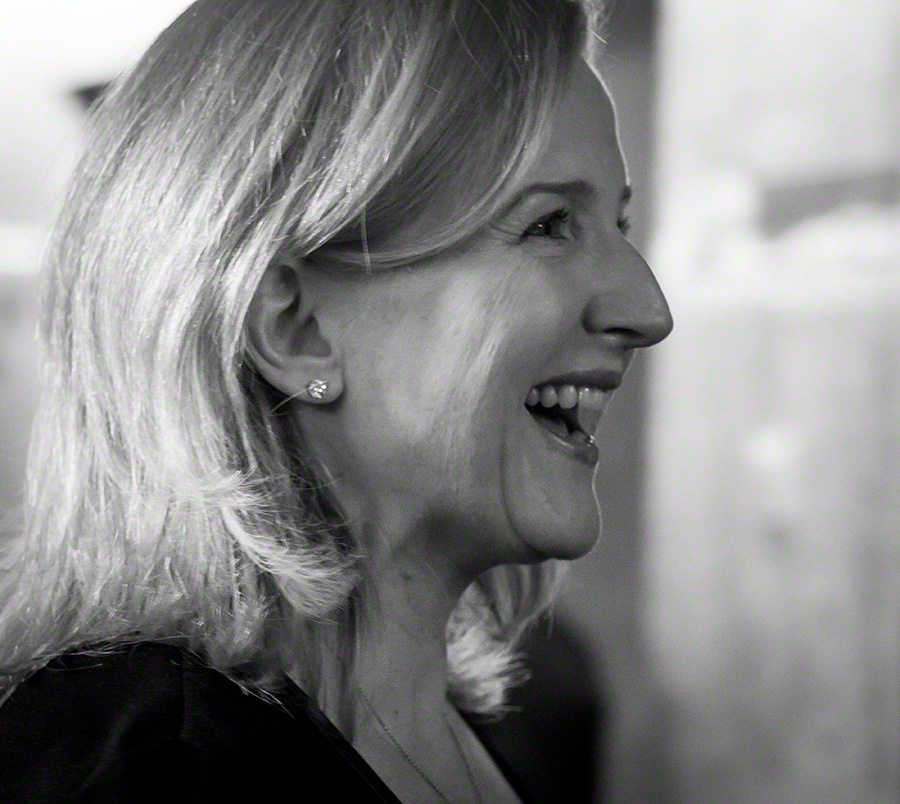
Kathryn Moore Baker, presidente de Catena Media

La compañía se cotizó en la bolsa de valores del Nasdaq Estocolmo First North Premier en febrero de 2016 con el símbolo CTM. En abril de 2016 Catena adquirió el sitio web AskGamblers.com por 15 millones de euros y a finales de ese mismo año adquirió dos sitios web británicos, SBAT.com, un sitio web de estadísticas deportivas y consejos sobre apuestas, por 13 millones de euros y CasinoUK.com, por 13,38 millones de dólares.
Los ingresos del primer trimestre de 2017 ascendieron a 15,23 millones de euros, lo que supone un aumento del 104 por ciento en comparación con el mismo trimestre del año anterior. En abril de ese año, Catena Media relanzó el sitio de comparación de casinos JohnSlots.com. El 21 de diciembre de 2017 se anunció la compra de Squawka, sitio web de noticias de fútbol internacional por 1,3 millones de dólares.
En marzo de 2018, Catena Media nombró a Nigel Frith para ampliar sus servicios a los sectores financieros. En agosto cerró un acuerdo de patrocinio con la campeona mundial de boxeo alemana Christina Hammer para promocionar su sitio alemán casinobonus360.de. Ese mismo mes cerró un acuerdo de asociación exclusiva con el casino en línea alemán ladyhammercasino.com para ser el único socio afiliado de una nueva marca de casino en línea.
En marzo de 2020, Catena Media nombró a Peter Messner como su nuevo Director Financiero en sustitución de Erik Edeen, que había estado trabajando como Director Financiero del grupo interino desde que sucedió a Pia-Lena Olofsson en enero de 2019.

### AskGamblers.com
AskGamblers es uno de los sitios web más representativos de Catena, que cuenta con un servicio de resolución de quejas de los jugadores, quienes presentan sus disputas en el sitio, el cual da al operador correspondiente la oportunidad de responder a la queja. A través de este servicio han sido devueltos en promedio 26 millones de dólares de dinero retrasado o confiscado a más de nueve mil apostadores hasta la fecha.

### BonusSeeker.com
En marzo de 2018 Catena Media añadió otro sitio a su cartera de afiliados comprando BonusSeeker.com, con sede en los Estados Unidos. El sitio proporciona a los jugadores de casinos y a los apostadores deportivos comentarios imparciales de los sitios de apuestas reguladas en línea desde 2016 en Nueva Jersey, Pensilvania, Virginia Occidental y recientemente en Indiana. "A través de la adquisición de estos activos confirmamos nuestra posición como el jugador número uno en la generación de contactos de juegos de azar en los Estados Unidos", afirmó Henrik Persson Ekdahl, director ejecutivo en funciones de Catena Media.